# Dům národních institucí
Dům národních institucí (hebrejsky בית המוסדות הלאומיים‎, Bejt ha-mosadot ha-le'umijim) je komplex budov nacházející se v ulici Krále Jiřího ve čtvrti Rechavja v Jeruzalémě, postavený v letech 1928 až 1936 podle návrhu architekta Jochanana Ratnera. Je sídlem tří židovských sionistických organizací, a to Židovského národního fondu, Židovské agentury a Keren ha-jesod, náležících v minulosti mezi tzv. národní instituce. Po vzniku Izraele v květnu 1948 se v budově konala vůbec první zasedání izraelského parlamentu a 16. února 1949 zde složil přísahu první izraelský prezident Chajim Weizmann.
Před samotnou výstavbou budovy byla v roce 1927 uspořádána architektonická soutěž, které se zúčastnilo 37 architektů, mimo jiné například Alexander Baerwald či Arje Šaron. Výstavba, která proběhla v letech 1928 až 1936, stála 30 tisíc liber a jejím výsledkem je dvoupatrová budova, rozdělená do tří částí.
11. března 1948 se zde odehrál teroristický útok, při kterém zahynulo 13 lidí a dalších 44 bylo zraněno. Útok provedl arabský křesťan, který zaparkoval automobil plný výbušnin před budovou. Výbuch zničil celé druhé patro části budovy, kde sídlí Keren ha-jesod.
V březnu 1950 bylo zdejší nádvoří ústředním místem jeruzalémské části státního pohřbu národní hrdinky, parašutistky Chany Senešové.
V roce 2008 byl na nádvoří odhalen památník věnovaný obětem antisemitismu. Každoročně se u něj konají vzpomínkové akce k uctění obětí antisemitismu.